# Елинор Остром
Елинор Остром (на английски: Elinor Ostrom; 7 август 1933 - 12 юни 2012) е американски политолог и икономист.
Тя става лауреат на Нобелова награда за икономика през 2009 „за изследвания в областта на икономическата организация, специфично общата собственост“  и с това става първата жена, получила наградата за икономика. Професор е (1974) в Университета в Индиана и в Аризонския държавен университет.
Бакалавър по изкуствата (1954), магистър по изкуствата (1962) и доктор по философия (1965) на Калифорнийския университет в Лос Анжелис.
Президент е на Обществото на избора (1982—1984). Лауреат е на наградата „Франк Сейдман“ (1997). Член на Националната академия на науките на САЩ (2001)